# Lobodice
Lobodice jsou obec v okrese Přerov v Olomouckém kraji. Žije zde 724 obyvatel. Lobodice se nachází mezi Přerovem a Prostějovem.
Obec je součástí mikroregionu Střední Haná. V těsné blízkosti obce protéká řeka Morava.

## Název
Jméno vesnice na počátku znělo Lobodici a bylo odvozeno od osobního jména Loboda (obecné loboda byla hlásková varianta běžnějšího lebeda). Význam místního jména byl "Lobodovi lidé".

## Historie
Lobodice jsou velmi starou obcí, první písemná zmínka o obci se váže již k roku 1141 (Lobodici). Ačkoliv se dnes nachází uprostřed širých hanáckých lánů, v minulosti byla založena jako malá dřevěná osada uprostřed rozlehlých lužních pralesů, které patřily olomouckému biskupství. Postupem doby se ale pralesy vypálily a vykácely a obec se změnila v čistě zemědělskou osadu s hliněnými domy a okolními poli. Starý kostel uprostřed obce je dnes kostelem farním.

## Obyvatelstvo
| Rok            | 1869 | 1880 | 1890 | 1900  | 1910 | 1921 | 1930 | 1950 | 1961 | 1970 | 1980 | 1991 | 2001 | 2011 | 2021 |
| -------------- | ---- | ---- | ---- | ----- | ---- | ---- | ---- | ---- | ---- | ---- | ---- | ---- | ---- | ---- | ---- |
| Počet obyvatel | 828  | 911  | 982  | 1 063 | 978  | 929  | 985  | 842  | 848  | 792  | 809  | 745  | 727  | 700  | 688  |
| Počet domů     | 135  | 148  | 161  | 170   | 182  | 185  | 217  | 235  | 229  | 238  | 236  | 258  | 241  | 255  | 255  |

## Obecní správa

### Části obce
- Lobodice
- Cvrčov
- Chrbov

### Obecní symboly
Znak a vlajka byly obci uděleny rozhodnutím předsedy Poslanecké sněmovny Parlamentu České republiky dne 7. října 2003.

## Pamětihodnosti a zajímavosti
- Venkovská usedlost čp. 47 (žudr ).
- Nedaleko obce se nachází Národní přírodní rezervace Zástudánčí, která chrání vzácné pozůstatky neregulovaného toku Moravy a lužních lesů (zbytek neregulovaného toku s oblázkovými ostrůvky je bohužel ohrožen zamýšleným budováním kanálu, který by naprosto zbytečně[zdroj?] spojil Moravu s Odrou a s Labem).
- Nedaleko obce je obří zemní zásobník plynu.
- Obcí protéká mlýnský náhon (tzv. Struha), na které provozovalo svoji činnost několik vodních mlýnů).

## Osobnosti
- Josef Rupert Maria Přecechtěl (1821–1897), kněz, národní buditel, kreslíř a spisovatel

## Galerie

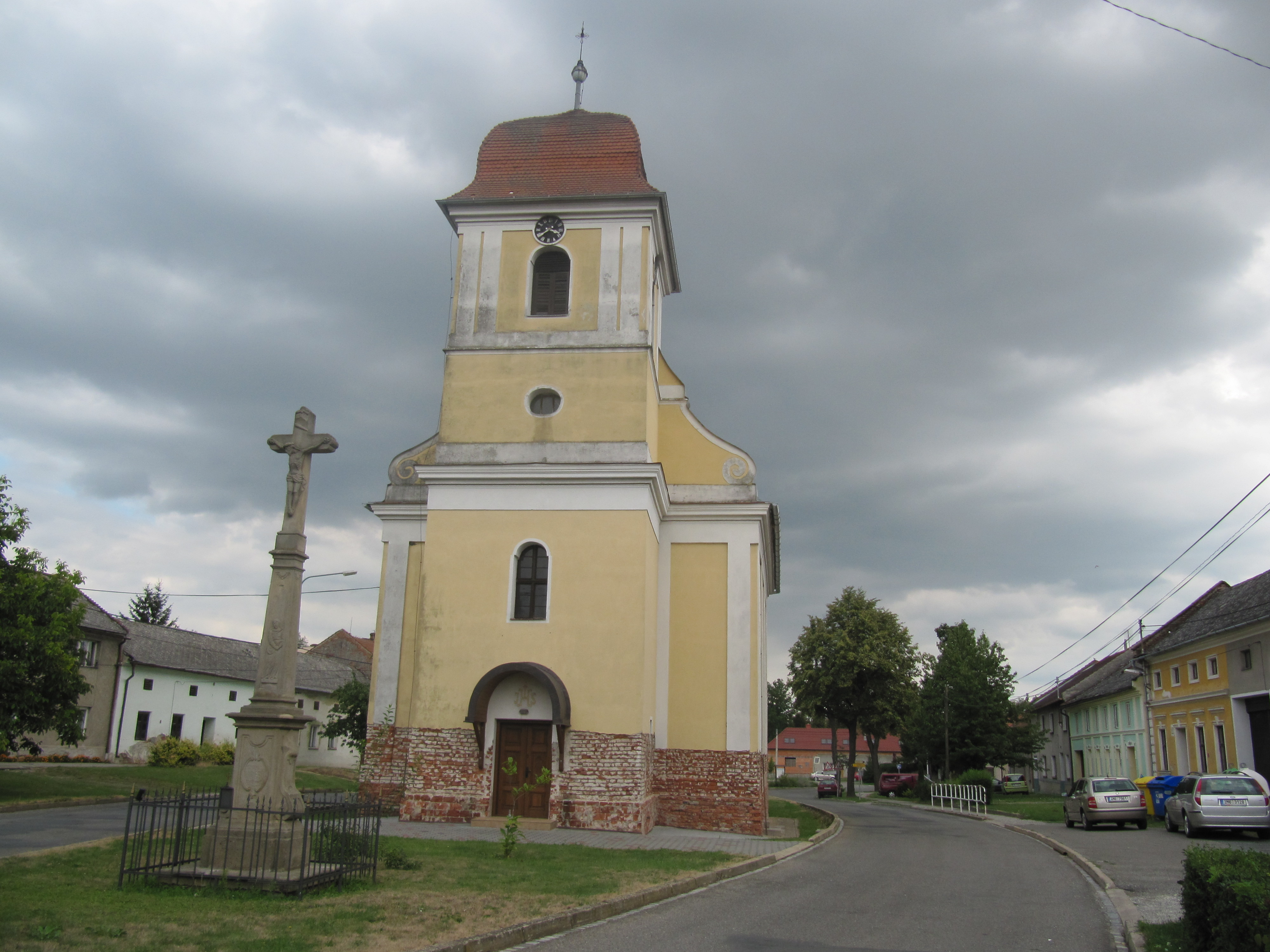
Farní kostel Neposkvrněného Početí Panny Marie
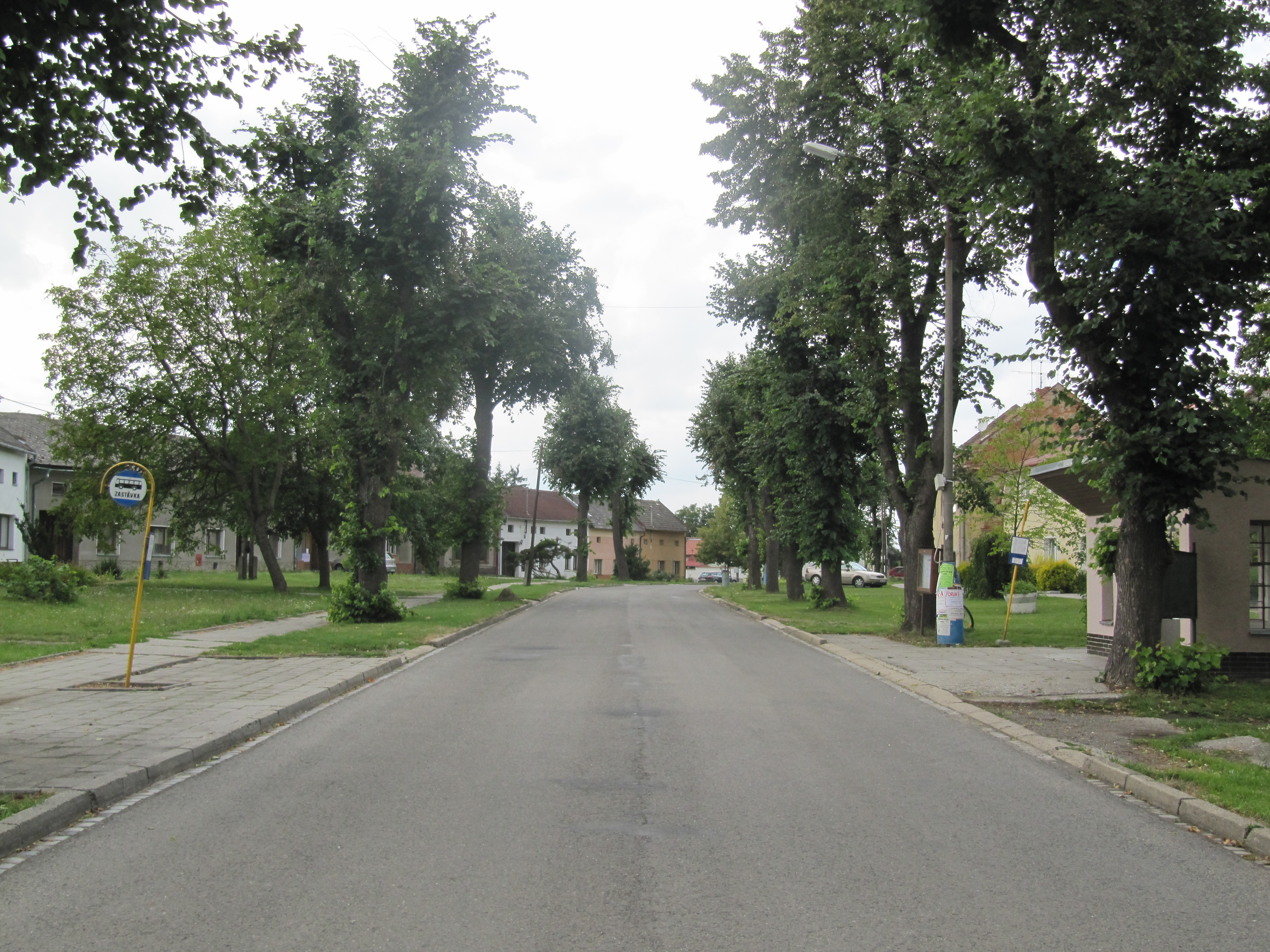
Náves
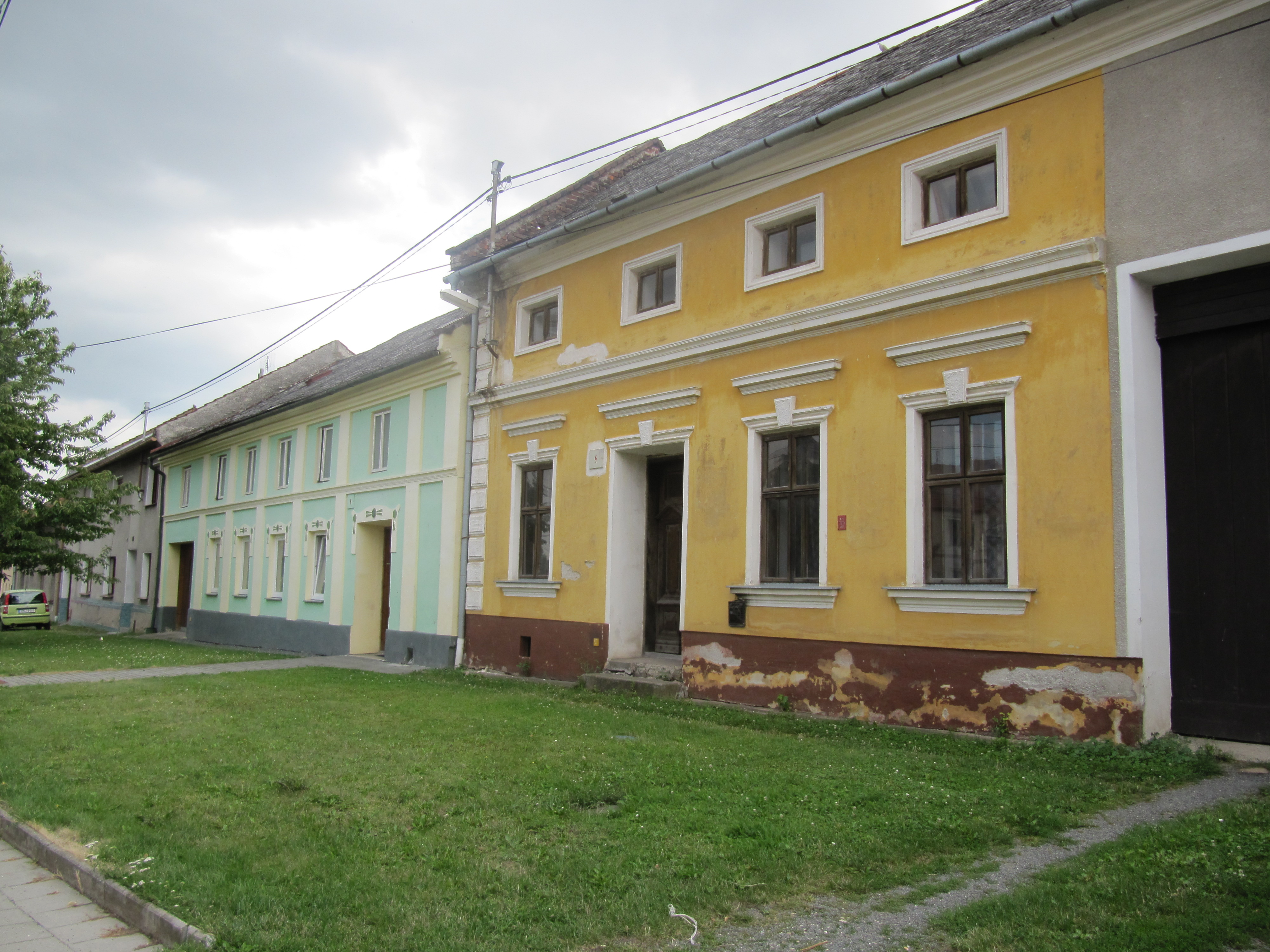
Starší zástavba na návsi
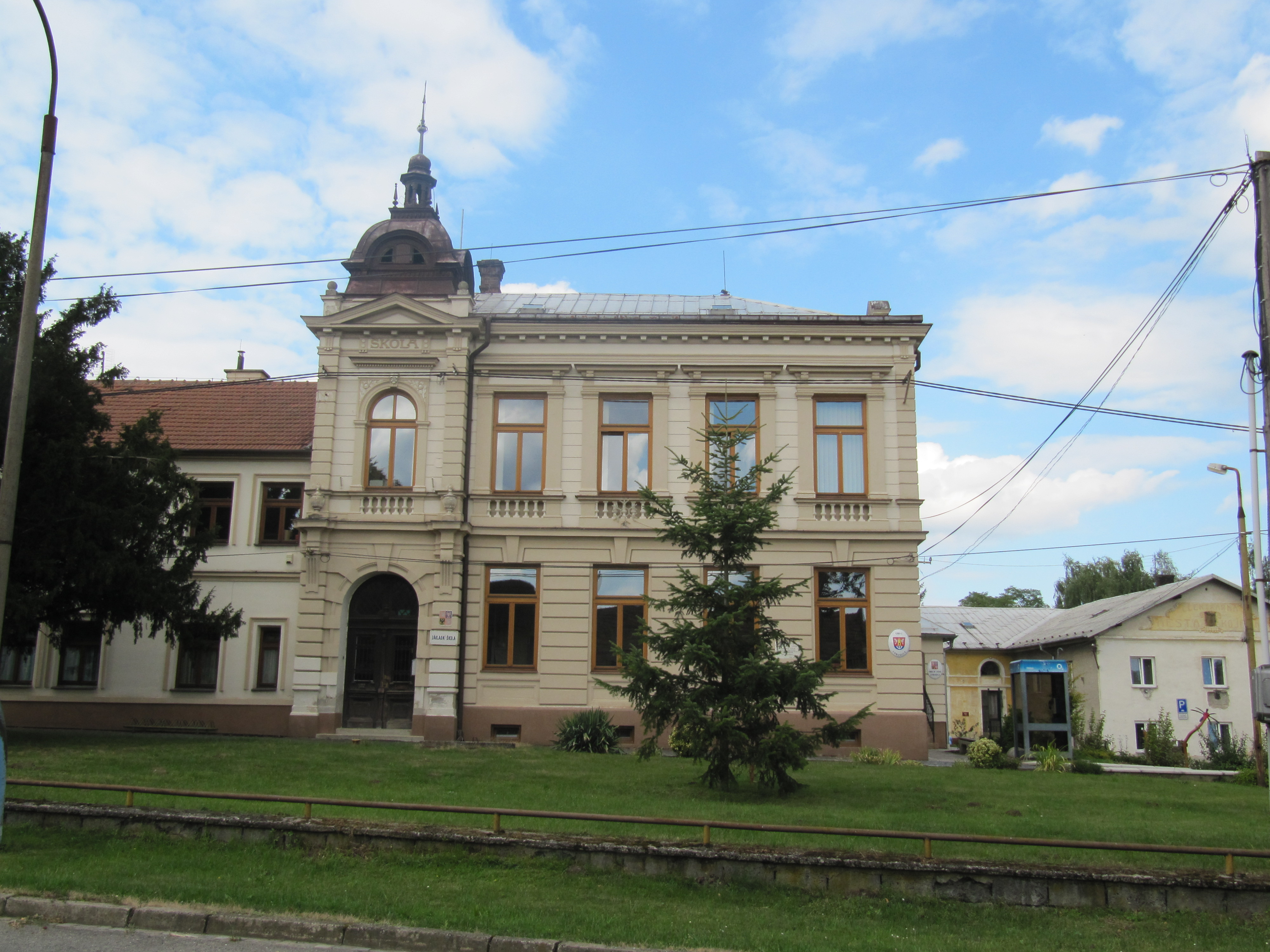
Škola a obecní úřad
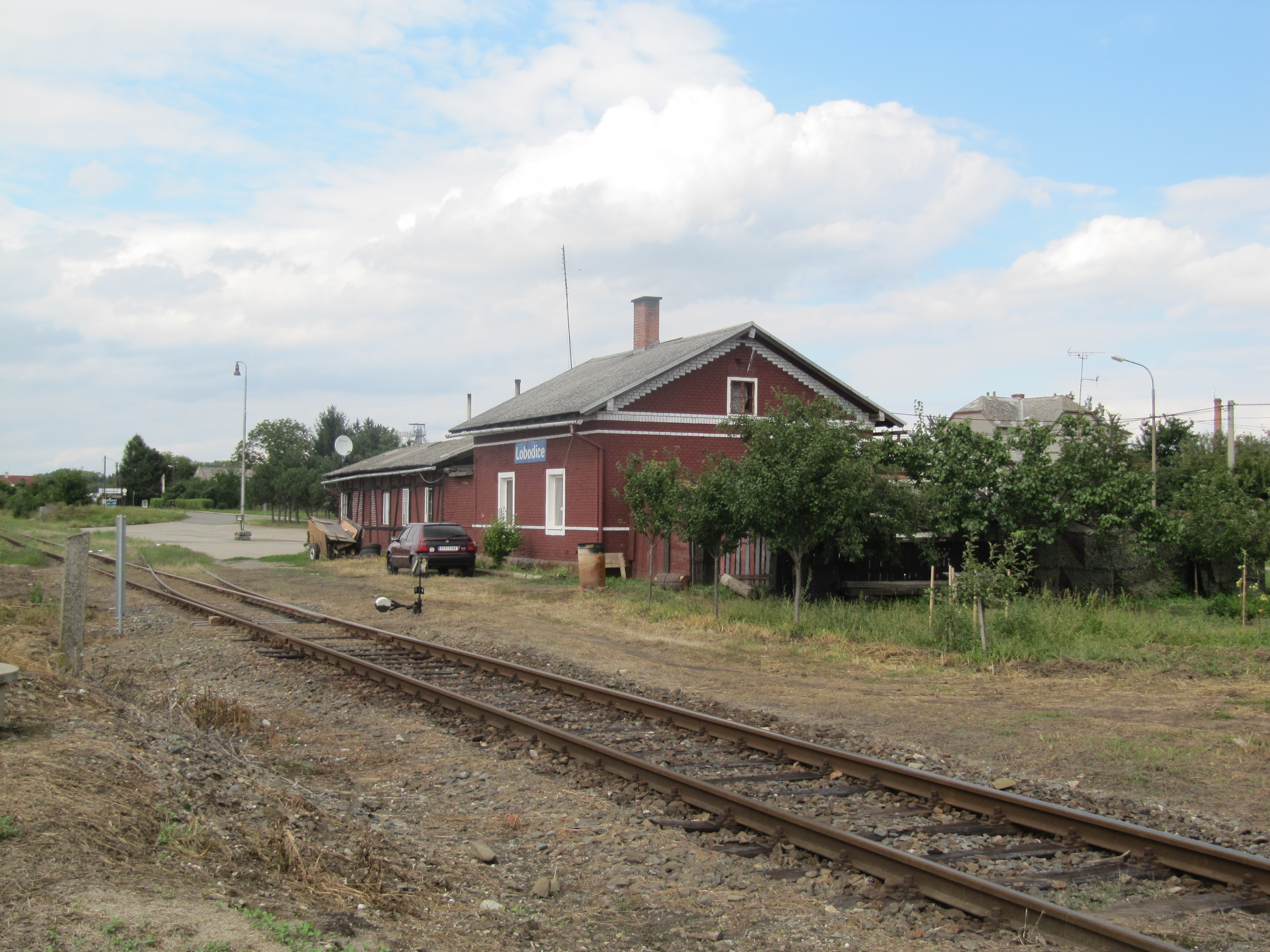
Nádražíčko na trati Kojetín-Tovačov, bez pravidelného provozu